# Grube Wallenstein II
Die Grube Wallenstein II ist eine ehemalige Buntmetallerzgrube im Bensberger Erzrevier in Rösrath. Sie lag südöstlich von der Ortschaft Boddert.

## Geschichte
Theodor Guillery mutete am 16. Dezember 1862 die Mutung Wallenstein II auf Blei, Zinkblende und Kupfer. Gleiche Mutungen wurden am 9. September 1864, 11. März 1865, 12. September 1865 und 1. Oktober 1865 wiederholt. Immer waren Nachbesserungen erforderlich. Schließlich kam es am 28. Juni 1867 zur Schlussverhandlung und gleichzeitiger Verlochsteinung. Das Grubenfeld wurde am 22. August 1867 an den Rheinischen Bergwerks-Actien-Verein Saturn zu Cöln auf Blei- und Zinkerze verliehen. Am 29. März 1927 wurde die Vereinigte Stahlwerke AG in Düsseldorf als neuer Eigentümer in das Berggrundbuch eingetragen. Über Betriebstätigkeiten ist nichts bekannt.